# Чёрный дом (Церковь Сатаны)
Чёрный дом (англ. Black House) — здание, которое раньше располагалось по адресу 6114 Калифорния-стрит в Сан-Франциско, США. Дом использовался Антоном Шандором Лавеем в качестве штаб-квартиры его Церкви Сатаны с 1966 года до его смерти в 1997 году.

## История
Лавей проводил в доме сатанинские семинары и ритуалы, и одним из таких ритуалов стало крещение его дочери Зины Шрек в 1967 году, сопровождавшееся произнесением ЛаВеем слов «Да здравствует Зина!» и «Да здравствует Сатана!» над её обнажённым телом, выступавшей в роли «Сатанинского алтаря».
Публичные церемонии проводились в доме до 1972 года. В 1991 году Лавей потерял право собственности на дом в результате судебного урегулирования, возникшего при его разводе с Дайан Хегарти, но Лавею было разрешено проживать в Чёрном доме до самой смерти.
После смерти Лавея члены Церкви Сатаны безуспешно пытались собрать средства для выкупа дома и 17 октября 2001 года он был полностью снесён. Сейчас на его месте стоит дуплекс.